# Bedeva baileyana
Bedeva baileyana is een slakkensoort uit de familie van de Muricidae. De wetenschappelijke naam van de soort is voor het eerst geldig gepubliceerd in 1881 door Tenison-Woods als  Purpura baileyana.